# Pinanga dumetosa
Pinanga dumetosa är en enhjärtbladig växtart som beskrevs av John Dransfield. Pinanga dumetosa ingår i släktet Pinanga och familjen Arecaceae. Inga underarter finns listade i Catalogue of Life.